# 明德銀號
明德銀號（英語：Ming Tak Bank）是香港一間已倒閉的小型銀行。
1965年1月23日，明德銀號發出的約值700萬港元的美元支票遭拒付。消息傳出後，許多存戶紛紛擁至提取現金，結果在1月26日，明德銀號發生擠提，到了同年1月27日，當時的港府銀行業監理處接管明德，同時停止該公司的一切業務，以便審查。1月30日，明德銀號因對地產過度放款，資金鏈斷裂而宣佈申請破產，又被發現該銀號欠債接近一千二百萬元。
明德的倒閉事件，引起廣大市民對華資銀行信心恐慌，亦為後來一連串的銀行擠提事件揭開序幕。